# 克里斯提安·施密特
克里斯提安·施密特（1983年8月13日—）是一名阿根廷柔道運動員，曾代表國家參加2012年倫敦奧運的男子次重量級柔道比賽，並未獲得獎牌。他也曾参加2011年和2015年泛美运动会。